# Catadoides punctata
Catadoides punctata là một loài bướm đêm trong họ Erebidae.